# Сонмох ютландський
Сонмох ютландський (Hypnum jutlandicum) — вид мохів порядку гіпнобрієвих (Hypnales).

## Поширення
Ареал охоплює такі частини світу: Європа, Північна Африка, Північна Америка.
Вид наземний; на висотах від 0 до 500 метрів.

## Галерея

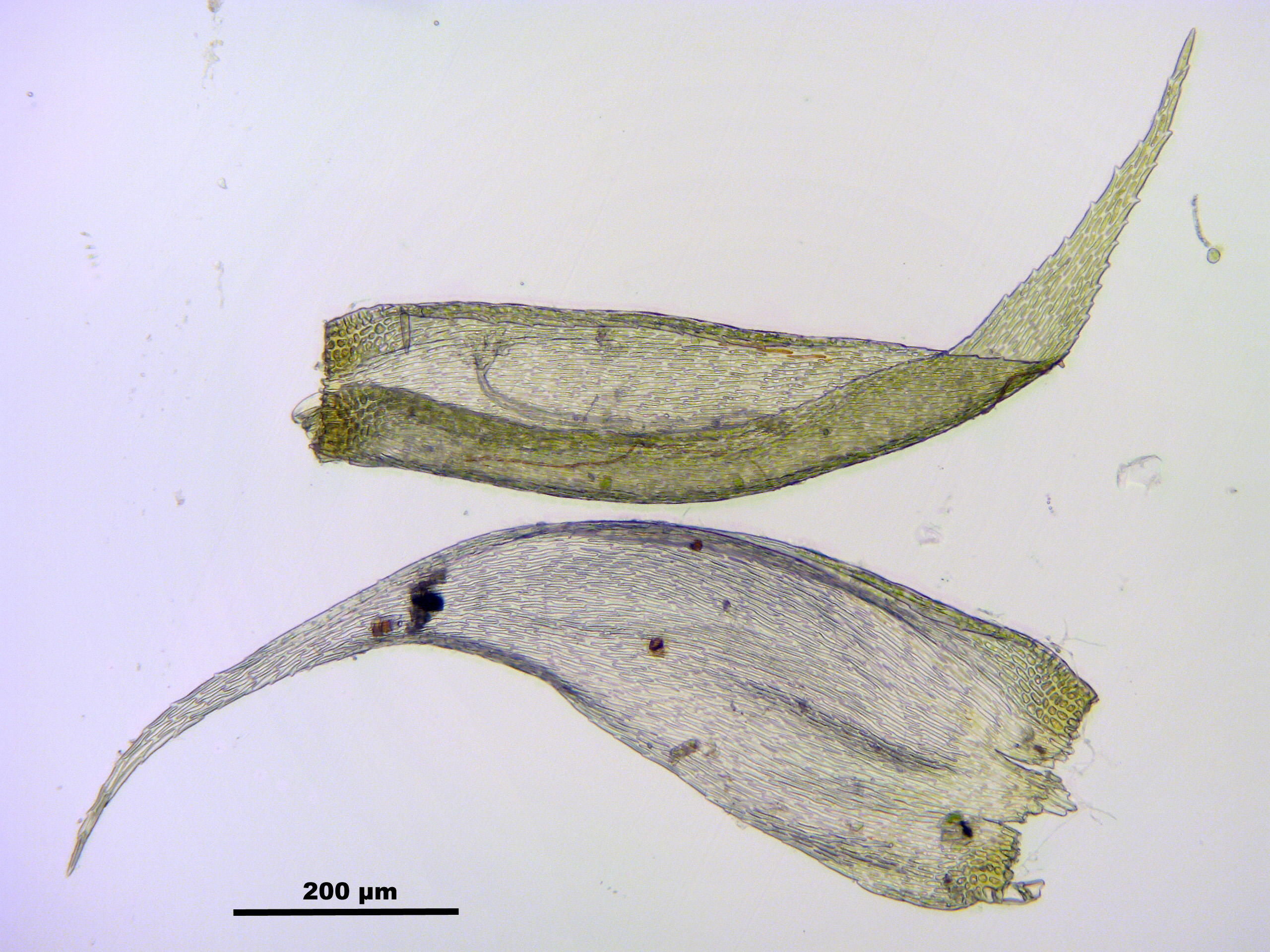
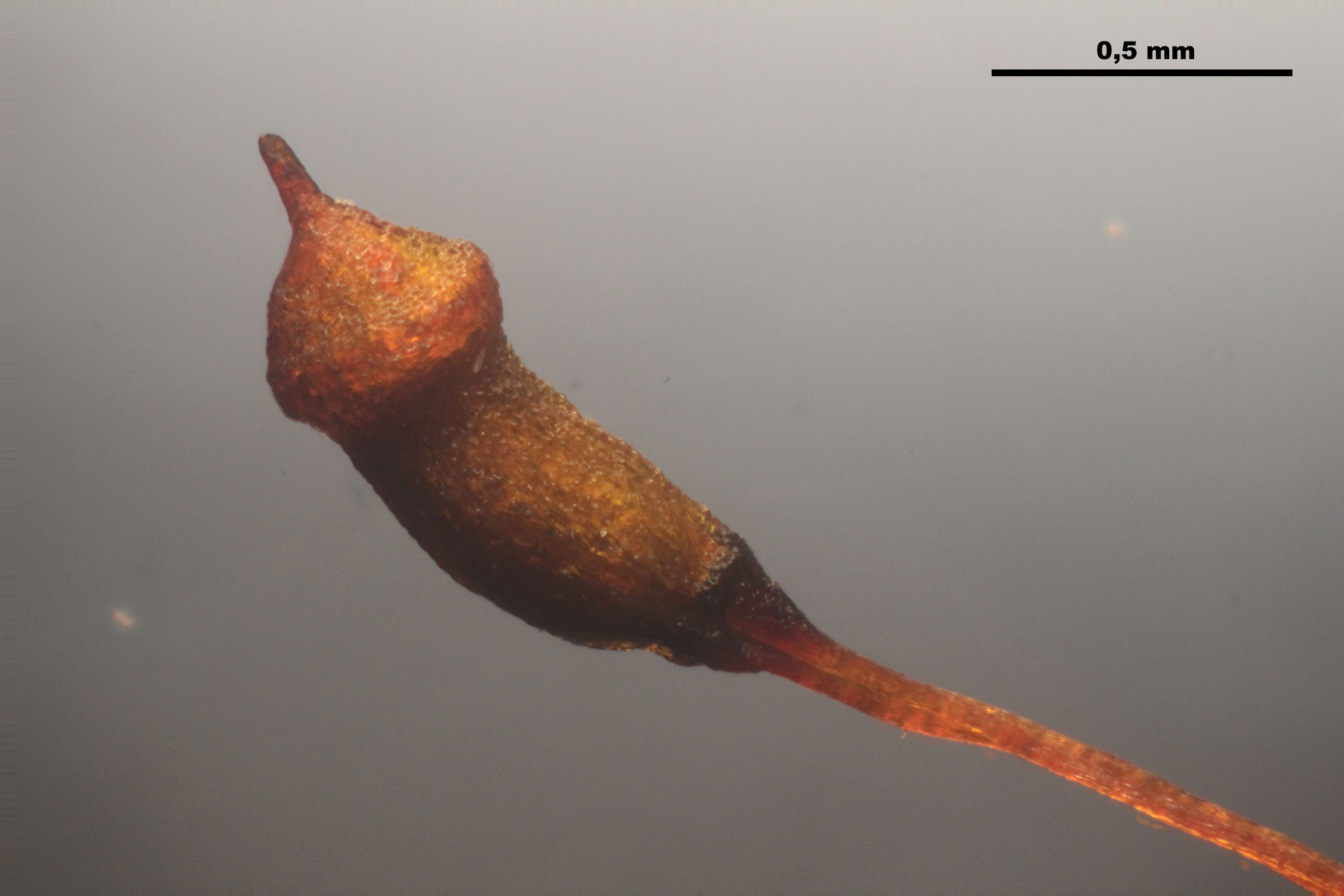

## Характеристика
Рослини дрібні та середні, блідо-зелені. Стебла 4–10 см, від жовтувато-зеленого до блідо-коричневого, повзучі, висхідні чи прямовисні, густо або рідко перисті, гілки 0.4–0.7+ см. Листки яйцюваті чи видовжено-ланцетні, поступово звужені до верхівки, 1.7–2.2(2.5) × 0.6–0.8(0.9) мм; краї рівні або загнуті до основи, зазвичай помітно зубчасті дистально. Вид дводомний.